# 李家氏
李家氏（りのいえし）は、日本の氏族のひとつ。

## 歴史
1597年（慶長2年）から1598年（慶長3年）の慶長の役で毛利氏に従って山口県西部（旧：長門国）に来住して山口県萩市堀内が藩庁の長州藩主だった毛利秀就の命で李氏が称したと伝えられる。

## 主な有名人（日本人）
- 李家元宥（長州藩士）
- 李家如宥（長州藩士）
- 李家規宥（長州藩士）
- 李家裕二（内務官僚、三重県知事）
- 李家隆介（内務官僚、石川・静岡・長崎県知事）
- 李家政太（海軍造兵総監（後の海軍技術中将））
- 李家頼蔵（陸軍少佐、百武三郎の義父）
- 李家弘（大阪特殊製鋼元取締役、李家隆介の長男）
- 李家孝（三菱製鋼元取締役会長、李家隆介の次男）
- 李家正文（朝日学生新聞社元社長）
- 李家賢一（東京大学大学院工学系研究科・工学部教授）